# Acadèmia Aragonesa de la Llengua
L'Acadèmia Aragonesa de la Llengua (en aragonès Academia Aragonesa d'a Luenga) és una institució científica de caràcter oficial i públic, creada per la Llei 3/2013 del 9 de maig (sobre l'ús, protecció i promoció de les llengües i modalitats lingüístiques pròpies de l'Aragó) com a autoritat lingüística de l'aragonès i del català a l'Aragó. Substitueix l'Acadèmia de la Llengua Aragonesa (Academia d'a Luenga Aragonesa) i l'Acadèmia Aragonesa del Català, creades amb l'anterior llei de 2009, però mai constituïdes com entitats oficials.
Els estatuts van ser aprovats per la Diputació General d'Aragó el 10 d'abril de 2018 i van ser publicats al Butlletí Oficial d'Aragó el 20 d'abril del mateix any.
Té personalitat jurídica pròpia i exerceix les seves funcions amb autonomia orgànica, funcional i pressupostària. Té la seu a Saragossa.

## Estructura
L'Acadèmia està composta per l'Institut de l'Aragonès i per l'Institut Aragonès del Català, que tenen la potestat de proposar al ple de l'acadèmia les normes estàndards de l'aragonès i del català a l'Aragó.

## Competències
Segons la Llei 3/2013 i els estatuts propis, l'acadèmia:
- Estableix les normes d'ús estàndard de les llengües i modalitats lingüístiques pròpies de l'Aragó.
- Assessora els poders públics i les institucions sobre temes relacionats amb l'ús de l'aragonès i del català i llur promoció social.
- Desenvolupa les tasques que li siguin encarregades pel Govern d'Aragó.

## Acadèmics
Segons els seus estatuts, l'acadèmia pot tenir un total de trenta acadèmics contractats i un nombre il·limitat d'acadèmics de correspondència o d'honor (no contractats). Aquestes han de ser persones reconegudes en els àmbits de la filologia, la literatura o la lingüística, preferentment doctors i parlants natius d'aragonès o de català. Actualment, l'acadèmia està formada per quinze experts.

## Junta de Govern
La primera Junta de Govern va ser constituïda l'1 d'octubre de 2021 i els següents membres van ser escollits:
- President: Javier Giralt Latorre
- Vicepresidenta: María Pilar Benítez Marco
- Secretari: Juan Pablo Martínez Cortés
- Tresorera: Maria Teresa Moret Oliver

La Junta de Govern de l'Acadèmia es completa amb quatre vocals, dos triats per l'Institut de l'Aragonès i dos per l'Institut Aragonès del Català. El 21 de març de 2022 els dos instituts van constituir el plenari de vocals amb els següents membres:
- María Ángeles Ciprés Palacín
- Merxe Llop Alfonso
- Francho Rodés Orquín
- Ramon Sistac Vicen